# کسنیا پانتلیوا
کسنیا پانتلیوا (اوکراینی: Ксенія Геннадіївна Пантелєєва؛ زادهٔ ۱۱ مهٔ ۱۹۹۴) شمشیرباز اهل اوکراین است.